# Joe Crozier (cầu thủ bóng đá, sinh năm 1889)
Joseph Crozier (4 tháng 12 năm 1889 – 1960) là một cầu thủ bóng đá người Anh thi đấu ở vị trí wing half.